# Škoda 57E
Škoda 57E (seria 122 [57E1] ČD, seria E 469.2 [57E2] ČSD) – typy normalnotorowych towarowych lokomotyw elektrycznych wyprodukowanych w roku 1967 i 1971 przez zakłady Škoda w Pilźnie w Czechosłowacji. Lokomotywy tego typu są eksploatowane obecnie w Czechach.

## Konstrukcja
Lokomotywy serii 122 i 123 powstały w wyniku dalszego (po produkcji elektrowozów serii 121) zapotrzebowania na elektrowozy przeznaczone wyłącznie do ruchu towarowego. W nowej lokomotywie wykorzystano pudło znane z serii 130, z wejściami do kabin maszynisty po obu stronach pudła. Część elektryczna nie zmieniła się znacznie w stosunku do serii 121, a najważniejszą modyfikacją było wprowadzenie sterowania wielokrotnego. Lokomotywa wyposażona jest w 4 silniki (po 2 na każdy wózek) prądu stałego 3 kV z rozruchem oporowym. Wyprodukowano ogółem 85 egzemplarzy – 55 typu 57E1 i 30 typu 57E2. Lokomotywy serii 122 i 123 różnią się tylko typem sprężarki i (nieznacznie) siłą pociągową.

## Eksploatacja
Elektrowozy serii 122 i 123 eksploatowane są wyłącznie w ruchu towarowym. Obecnie na terenie Czech stacjonują w lokomotywowni Ústí nad Labem.